# Junts (grup de música)
Junts és un grup de música en català format a Barcelona l'any 2005, entre Mataró i Sabadell. És una formació catalana de pop-rock amb influències AOR fundada el 2005. Un any després del seu naixement van signar contracte discogràfic amb Música Global i editar el seu primer disc Néixer. L'abril de 2012 va sortir a la venda el seu segon disc Reflexes.

## Discografia
- Néixer (Música Global, 2006)
- Reflexes (Música Global, 2012)[1]